# Batha Est
Le Batha Est est un des 6 départements composant la région du Batha au Tchad. Son chef-lieu est Oum Hadjer.

## Subdivisions
Le département du Batha Est est divisé en 8 sous-préfectures :
- Oum Hadjer
- Assartini
- Adjob
- Am-Naïmoun
- Am-Sack
- Dob-Dob
- Gnalkata
- Assafick

## Administration
Préfets du Batha Est (depuis 2002):
- 9 octobre 2008 : Deoumoundou Dingamtoudji[1]
- 3 février 2010 : Mahamat Seid Haggar